# St. Bartholomäus (Zeitlarn)

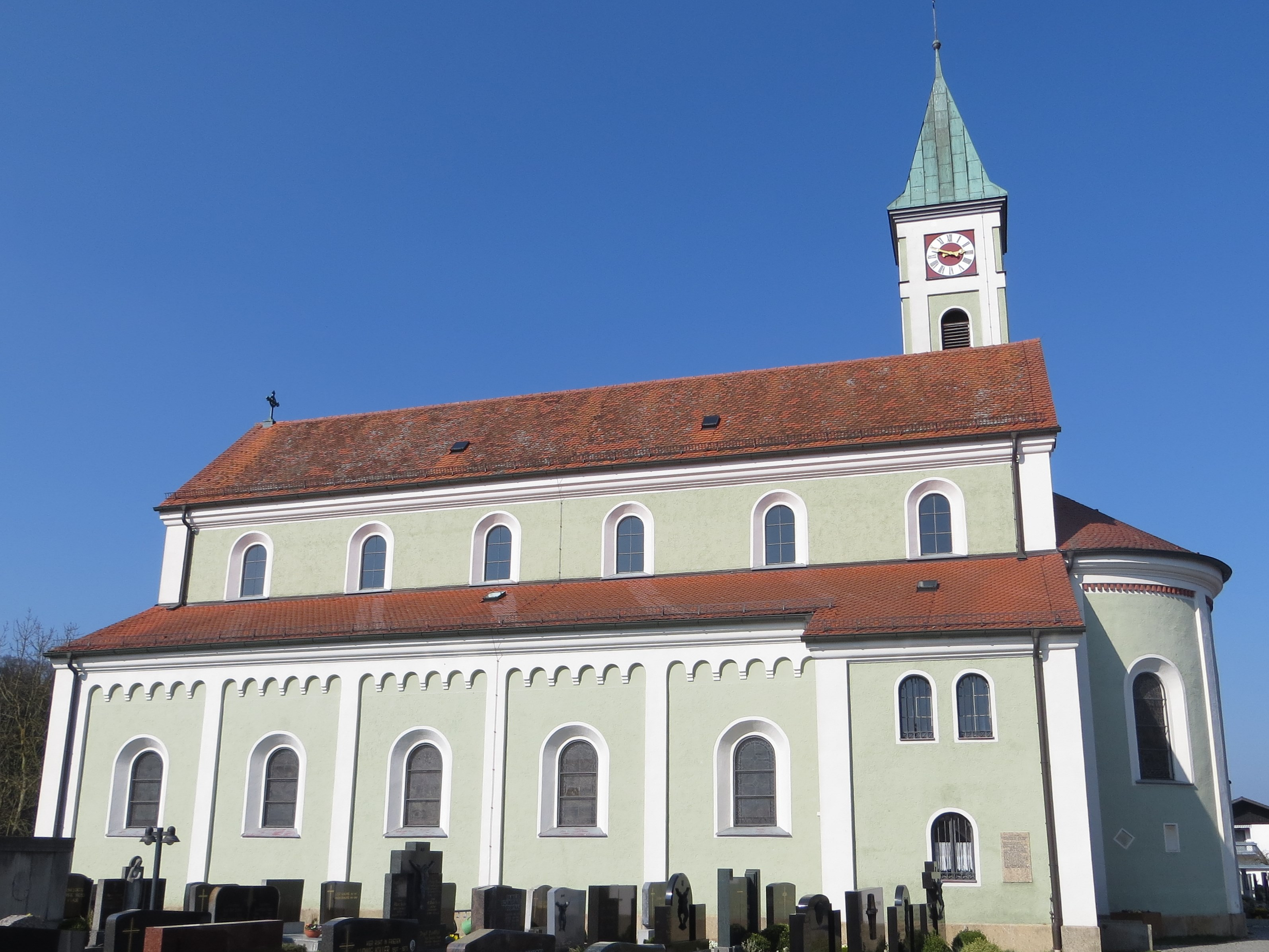
St. Bartholomäus (Zeitlarn)

Die römisch-katholische, denkmalgeschützte Pfarrkirche St. Bartholomäus steht in Zeitlarn, einer Gemeinde im Landkreis Regensburg in der Oberpfalz. Die Kirche gehört zum Bistum Regensburg. Das Bauwerk ist unter der Denkmalnummer D-3-75-213-1 als Baudenkmal in die Bayerische Denkmalliste eingetragen.

## Beschreibung
Die neuromanische Basilika wurde 1898/99 im Rundbogenstil erbaut. Sie besteht aus einem Langhaus mit einem Mittelschiff und zwei Seitenschiffen und einem eingezogenen, halbrund geschlossenen Chor im Osten des Mittelschiffs. Das Mittelschiff ist mit einem Satteldach bedeckt, die beiden Seitenschiffe mit Pultdächern. Die Wände der fünf Achsen der Seitenschiffe sind mit Lisenen gegliedert, zwischen denen sich Bogenfenster befinden. Unterhalb der Dachtraufe ist ein Bogenfries angebracht. Der mit einem spitzen Helm bedeckte Chorflankenturm steht an der Nordwand des Chors. Sein oberstes Geschoss beherbergt die Turmuhr, das Geschoss darunter den Glockenstuhl, in dem vier Kirchenglocken hängen. Die Sakristei steht an der Ecke der Südwand des Chors und der Ostwand des südlichen Seitenschiffs. Das Portal befindet sich an der Fassade im Westen.
Der Innenraum des Mittelschiffs ist mit einer Kassettendecke überspannt. Die Seitenschiffe haben innen Kreuzgratgewölbe. Der Chor ist vom Mittelschiff mit einem Chorbogen getrennt. Die Orgel wurde 2004 von Johannes Schädler gebaut.